# Iconoclasme
Cet article possède un paronyme, voir Éconoclaste.

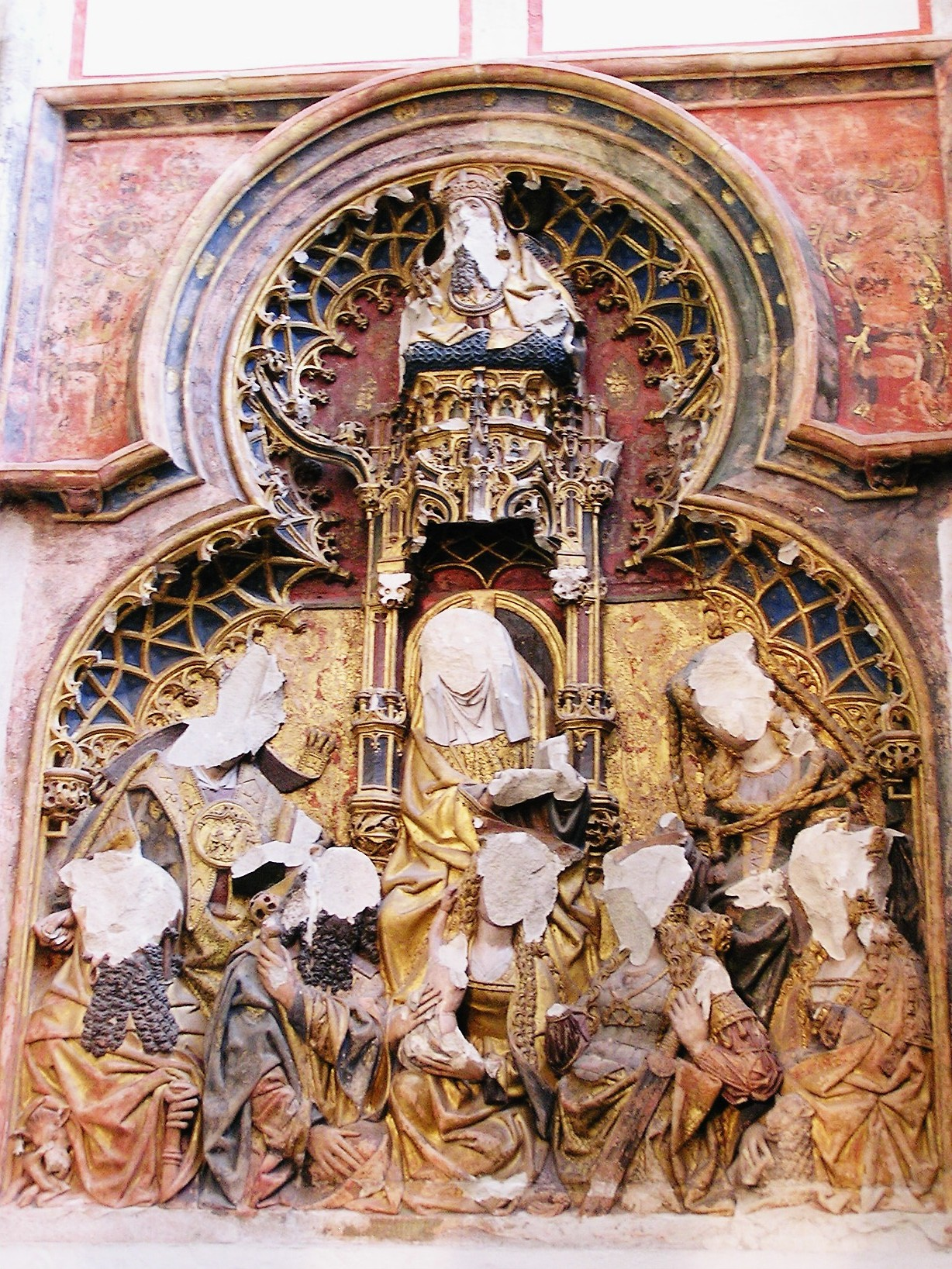
Statues dans la cathédrale Saint-Martin d'Utrecht, partiellement détruites lors de la Réforme, au XVIe siècle.

L’iconoclasme (des mots grecs εἰκών / eikốn, « image, portrait », et κλάω / kláō, « briser ») ou iconoclastie est, au sens strict, la destruction délibérée d'images, c'est-à-dire de représentations religieuses de type figuratif (appartenant souvent à sa propre culture) et généralement pour des motifs religieux ou politiques. Ce courant de pensée rejette la vénération adressée aux représentations du divin, dans les icônes en particulier. L’iconoclasme est opposé à l'iconodulie (ou iconodoulie).
Une même religion peut passer de l'aniconisme à l'iconisme (qui peuvent être l'un et l'autre globaux ou sélectifs), puis à l'iconophilie, en traversant des crises d'iconophobie (en) (fait d'être opposé, en théorie, aux images), l'attitude des iconophobes n'impliquant pas nécessairement, en pratique, une iconomachie (lutte contre les images, les représentants de cette attitude étant qualifiés d'iconomaques) ou une iconoclastie (destruction des images).
Dans un sens second et récent (fin du XIXe siècle), le terme iconoclaste (adjectif ou nom) désigne une attitude ou un comportement d'hostilité manifeste aux interdits, normes et croyances dominantes ou autres valeurs « intouchables ».

## Origine
L'iconoclasme existe depuis l'Antiquité. Dans l'Égypte pharaonique, il n'était pas rare de voir les statues des pharaons divinisés détruites par leurs successeurs (ex. : destruction de statues de Hatchepsout par son successeur Thoutmôsis III).
L'interdit de la représentation est présent dans le monothéisme juif bien avant l'ère chrétienne. Cet interdit sera repris lors de l'apparition des autres monothéismes, chrétien puis musulman.

### Contexte
Pour Edgar Allan Poe, dans sa « Petite discussion avec une momie » même le culte dit des idoles s'adresse à des abstractions représentées par des statues dans un rapport que nous dirions en sémantique moderne du signifiant au signifié. Cicéron dans Des Devoirs et Sénèque dans ses Lettres à Lucilius ont également cette vision du panthéon gréco-romain, tout en reconnaissant qu'en des temps antérieurs aux leurs sa vision ait pu être plus littérale.
Le film Le Message fait présenter le même argument par les Mecquois devant le roi d'Abyssinie, qui admet sans prendre position qu'on a sans doute souvent caricaturé l'idolâtrie.
Jean d'Ormesson mentionne une lettre papale des premiers temps à un évêque de Massilia[réf. souhaitée] ayant fait détruire les statues de son diocèse disant en substance : « Tu as eu raison de ne pas vouloir que les fidèles vénèrent les images du sacré. Tu as eu tort, en détruisant ces images, de priver ces fidèles qui ne savent pas lire de la connaissance de ce qu'ils devaient vénérer. »

### Position du problème
La question théologique de la représentation du divin traverse les trois monothéismes. Tous trois attribuent à la divinité la propriété de transcendance, qui la situe au-delà de l’humanité telle qu’on la représente.
Dans le judaïsme comme dans l'islam, l’interdiction de représenter une figure divine vient formellement du second commandement de Dieu qui est le suivant dans la Bible :

« Tu ne te feras point d’image taillée, ni de représentation quelconque des choses qui sont en haut dans les cieux, qui sont en bas sur la terre, et qui sont dans les eaux plus bas que la terre. Tu ne te prosterneras point devant elles, et tu ne les serviras point; car moi, l’Éternel, ton Dieu, je suis un Dieu jaloux, qui punit l’iniquité des pères sur les enfants jusqu’à la troisième et la quatrième génération de ceux qui me haïssent, et qui fait miséricorde jusqu’à mille générations à ceux qui m’aiment et qui gardent mes commandements. »

— Exode 20:4-6

« Petits enfants, gardez-vous des idoles. »

— 1 Jean 5:21
Le christianisme, qui se développe dans des aires culturelles où les arts figuratifs sont très développés (Perse, Grèce, Rome, Gaule), considère que l'interdit porte sur le fait de "se prosterner et de servir" des images, des idoles, le Veau d'or, des divinités païennes, pas sur le fait de représenter le Christ, ses disciples, et les autres personnages de l'Histoire Sainte. Il ne s'agit pas d'idoles mais d'icônes, associées au culte du Dieu unique. Dès avant la crise iconoclaste, l’Église formule des avis sur le statut des images : c'est la théologie de l'icône, qui règle le culte et vise à éviter les dérives idolâtriques.
«Sachez-le bien : ni les débauchés, ni les dépravés, ni les profiteurs – qui sont de vrais idolâtres – ne reçoivent d’héritage dans le royaume du Christ et de Dieu ;» Ephésiens 5:5
Aujourd’hui, dans le langage commun, on appelle « iconoclastes » ceux qui vont à l’encontre des idées communément reçues, ou qui refusent la tradition, notamment lorsque leur engagement les pousse à détruire ou à profaner des idoles, au sens propre ou au sens figuré.

## Judaïsme
La Torah met clairement en garde contre toute forme de représentation.

« Tu ne te feras point d'idole, ni une image quelconque de ce qui est en haut dans le ciel, ou en bas sur la terre, ou dans les eaux au-dessous de la terre. »

— Exode, 20, 3 paracha Yitro
Pour autant, dans le Livre de l'Exode, Dieu lui-même, quand il donne à Moïse les consignes pour la construction de l'Arche d'Alliance, ordonne qu'à chaque extrémité du couvercle (propitiatoire) de cette dernière figurent deux chérubins en or battu étendant leurs ailes. Dans le livre des Nombres, Dieu ordonne également à Moïse de façonner un serpent en métal (Nb 21, 6-9)

« Tu feras deux chérubins d’or, tu les feras d’or battu, aux deux extrémités du propitiatoire »

— Exode, 25, 18

## Christianisme
L’iconoclasme ou Querelle des Images fut, historiquement, un mouvement hostile à la vénération des icônes, ou images saintes, au sein de l’Empire romain d'Orient.
Il se manifesta aux VIIIe et IXe siècles par la destruction massive d’icônes, décors peints et mosaïques, et des persécutions envers ceux qui, dits iconodules ou iconophiles, s'y référaient pour le culte.
L'iconoclasme caractérise également la Réforme protestante.

### L'iconoclasme byzantin

#### Le premier iconoclasme (730-787)
En 730, l’empereur Léon III l’Isaurien (empereur de 717 à 741) interdit l’usage d’icônes du Christ, de la Vierge Marie et des saints, et ordonne leur destruction. Il est influencé par l'exemple des musulmans avec qui les byzantins étaient fréquemment en conflit militaire. La controverse iconoclaste naît du refus de nombre de chrétiens, vivant ou non dans l’Empire romain d’Orient, de détruire leurs icônes. Jean Damascène fut l’un des chefs de file de cette résistance. La position de l’empereur était toutefois renforcée par ses succès militaires : siège de Constantinople en 717-718, fin du versement du tribut aux Arabes. Son fils Constantin V (empereur de 741 à 775) eut également des succès militaires, ce qui renforça sa position contre les iconodules. En 754, il fit réunir le concile de Hiéreia dans le palais du même nom, à Chalcédoine, pour faire condamner la vénération et la production des images.
Le second concile de Nicée, en 787, autorisa à nouveau le culte des images, tout en interdisant sévèrement leur commerce. La principale raison doctrinale de ce rétablissement était la suivante : si le Christ s’est incarné, il est donc possible de représenter physiquement le Fils de Dieu, et de peindre les saints.
Le fondement de l'iconodulie se trouverait aussi dans la Bible, plus particulièrement dans l'Évangile. En effet, Jésus dans son dernier repas du Jeudi Saint, dut répondre à la question de l'apôtre Philippe : « Seigneur, montre-nous le Père ; cela nous suffit. » Jésus lui répondit : « Il y a si longtemps que je suis avec vous, et tu ne me connais pas, Philippe ! Celui qui m'a vu a vu le Père. Comment peux-tu dire : « Montre-nous le Père » ? Tu ne crois donc pas que je suis dans le Père et que le Père est en moi ! » (Jn 14,8-10).
De ce fait, il est possible de représenter Dieu en la personne de son Fils incarné en Jésus-Christ. Les icônes de Marie, mère de Dieu (Theotokos) en son Fils Jésus-Christ, sont aussi très populaires. Les icônes sont aussi des supports de vénération des saints, considérés, par leurs vies, leurs exemples et leur pouvoir d'intercession, comme les reflets de la gloire du Christ.
Les iconodules se distinguent ainsi des idolâtres : ils vénèrent non pas des divinités matérielles et sans vie propre (les idoles) mais des icônes, représentation de vraies personnes ayant vécu dans l'intimité de Dieu.

#### Les origines de l’iconoclasme byzantin
L’iconoclasme est un phénomène qui reste difficile à cerner, car les sources iconoclastes ont presque toutes disparu, d’où la difficulté de savoir précisément les origines, les causes et les enjeux d'un tel mouvement. Cependant, en interprétant les sources, la question peut être éclairée. La querelle des icônes éclate en 726, sous l’empereur Léon III.
Les iconodules accusent les iconoclastes de penser comme les musulmans. Il est en effet possible que Léon III ait été influencé par la proximité du monde islamique, à qui l’idée même d’une représentation visuelle de Dieu est odieuse. De plus, en juillet 721, juste avant le début de l’iconoclasme, le calife Yazid II (687-724) avait promulgué un décret contre les images, applicable aux chrétiens qui vivaient sous son autorité. Mais l’inspiration des iconoclasmes byzantin et arabe est fort différente. Les musulmans proscrivent toute représentation, y compris de la vie animale. À l’inverse, les Byzantins remplacent les scènes de l’Incarnation divine par des arbres, oiseaux et animaux. Les iconodules ont également accusé les juifs d’avoir inspiré les Arabes et Yazid II, et d’avoir, par conséquent, été l’un des moteurs majeurs de l’iconoclasme. S’il est vrai que les juifs considèrent les iconodules comme des idolâtres, il est vrai également que Léon III les persécuta. La critique juive des images chrétiennes a pu exercer une influence au départ, mais il ne semble pas qu’elle puisse constituer une explication de l’iconoclasme : les sources qui soutiennent cette théorie sont tendancieuses, tardives, et ne résistent pas à la critique.
On tend ainsi aujourd'hui à considérer que les influences extérieures ont été mineures dans l’apparition de l’iconoclasme. C’est surtout dans les débats religieux agitant l'Empire que se trouveraient ses origines, Léon III et les iconoclastes assimilant le culte des images à une forme d’idolâtrie qui aurait provoqué son déclin. Ces derniers s'appuient également sur des arguments christologiques et sur l'Ancien Testament.
En 754, l’Église particulière byzantine reconnaît l'iconoclasme comme doctrine officielle lors du concile de Hiéreia.
En 787, lors du deuxième concile de Nicée, l’iconoclasme est solennellement condamné,.

#### Le second iconoclasme (813-843)
Léon V l'Arménien (empereur de 813 à 820) provoqua dès son arrivée sur le trône un second iconoclasme, plus rigoureux que le premier, et auquel résistèrent principalement le patriarche Nicéphore Ier de Constantinople et l'abbé Théodore Stoudite, les deux grands doctrinaires iconodules de ce temps. La politique de Léon V fut poursuivie par ses successeurs Michel II (820-829) et Théophile (829-842). La veuve de ce dernier, Théodora, régente de son fils mineur Michel III, proclama la restauration de la vénération des icônes le 11 mars 843, devenue la fête du Dimanche de l'Orthodoxie, que l'Église grecque continue à célébrer chaque année.
Les empereurs tentèrent d’imposer un symbole unique admis à la vénération, le chrisme, qui leur était personnel. On peut ainsi interpréter l’iconoclasme comme une tentative de réunir derrière la bannière de l’empereur l’ensemble des chrétiens d’Orient, afin de faire face à une grave crise extérieure. Lorsque la menace extérieure cesse, l’iconoclasme cesse également.
Charlemagne prit parti dans la querelle iconoclaste à l'occasion du concile de Francfort (794). La doctrine officielle de l'Empire franc en matière d'images se voulait une voie moyenne entre l'iconoclasme destructeur et l'iconodulie superstitieuse : les images avaient leur place dans les églises, à titre d'ornements ou de supports de la mémoire, mais ne devaient en aucun cas être adorées ou vénérées. L'Occident carolingien ne connut guère d'actes iconoclastes, l'exception étant l'évêque Claude de Turin, qui, à son arrivée dans son diocèse piémontais, brisa les images vénérées par ses ouailles et mena durant son épiscopat (816-827) une politique iconoclaste qui fit scandale (protestations du pape Pascal Ier ; pamphlets de Dungal et de Jonas d'Orléans) sans toutefois lui aliéner l'empereur Louis le Pieux. Agobard de Lyon (769-840) fait aussi partie des rares personnages iconoclastes de son époque et n'est pas plus inquiété quant à ses positions que Claude de Turin, également sous le règne de Louis le Pieux.

### L'iconoclasme protestant

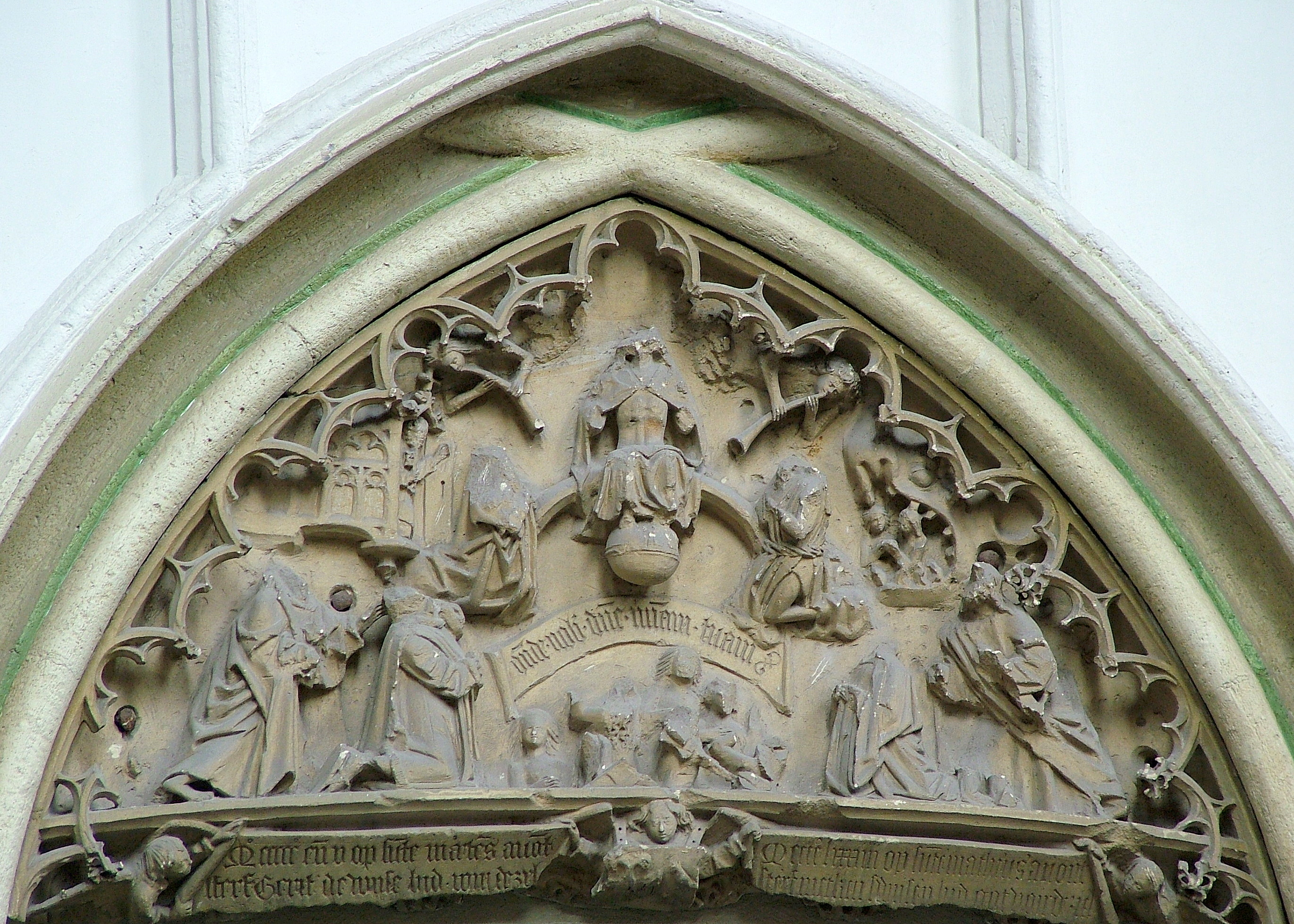
Église de Saint-Étienne à Nimègue

Au XVIe siècle, plusieurs chefs religieux protestants (principalement Ulrich Zwingli à Zurich et Jean Calvin à Genève) incitèrent à la destruction des images religieuses, des icônes et des crucifix, dont la vénération était assimilée par eux à une adoration idolâtrique et relevait donc du paganisme. Les objets concernés étaient les portraits de saints et de saintes, les statues, mais aussi les reliques et les retables.

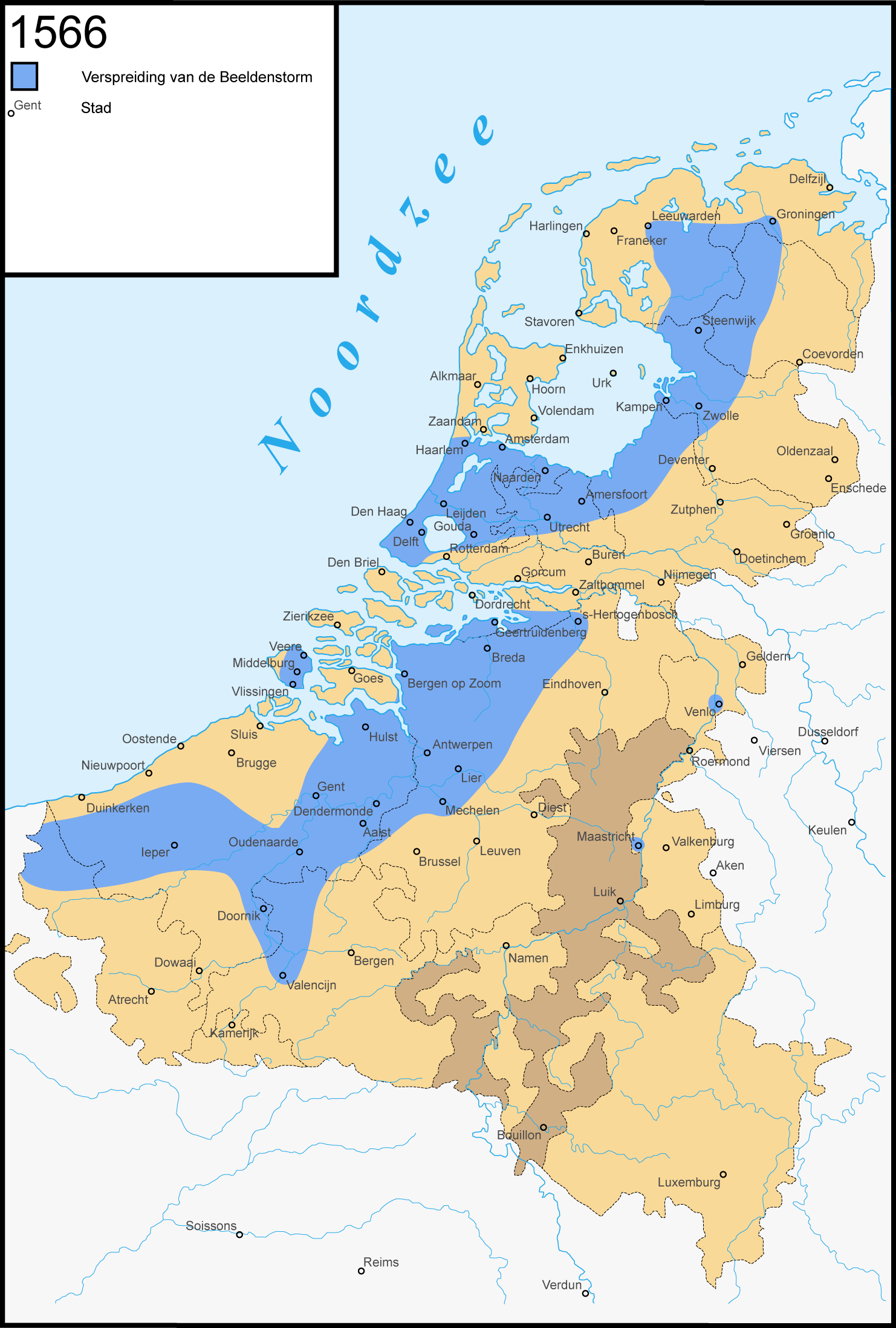
En bleu : Étendue de la Furie iconoclaste (1566) dans les Pays-Bas espagnols

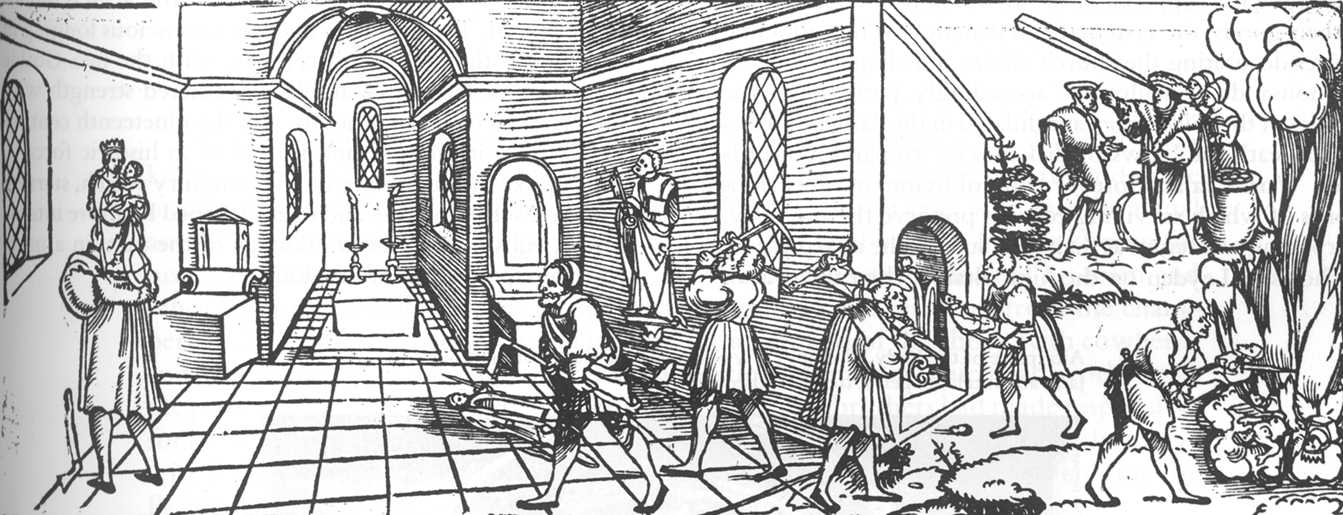
Les Idoles persécutées (détail), par Erhard Schön

Les premiers actes iconoclastes se produisent à Zurich (1523), Strasbourg (1524), Copenhague (1530), Genève (1535), et Augsbourg (1537).
Hans Holbein le Jeune (1497-1543) s'exile un temps à Londres en 1526 et 1533.
Niklaus Manuel (1484-1530) change provisoirement de métier.
La France n'est pas épargnée, mais les destructions restent des cas isolés dans la première moitié du XVIe siècle.
La grande crise iconoclaste française eut lieu lors de la première guerre de religion en 1562. Des bandes calvinistes font des expéditions vers l'Auvergne et le Rouergue pour piller, vandaliser et incendier les bibliothèques des abbayes comme en 1562 Aurillac et Beaulieu, en 1568 Sainte-Foy de Conques, etc., puis remontent vers Genève avec des charriots chargés de pierres et de métaux précieux récupérés sur les reliquaires et les objets de culte. Dans les villes prises par les protestants, les édifices religieux furent systématiquement vandalisés, les tombes ouvertes et profanées, les bas-reliefs et les gisants détruits, les images et les statues de saints considérées comme des idoles furent brisées, les bibliothèques et les archives brûlées. La violence des iconoclastes alla parfois jusqu'à détruire des églises entières (10 000 auraient été touchées). Des monuments prestigieux comme la basilique Saint-Martin de Tours ou la cathédrale Sainte-Croix d'Orléans furent sérieusement endommagés ou détruits. L'abbaye de Jumièges, la cathédrale Saint-Pierre d'Angoulême, la basilique Sainte-Marie-Madeleine de Vézelay furent pillées et mises à sac. En 1566, ce furent la Flandre et les Pays-Bas en général qui connurent une grande flambée iconoclaste. Cette Furie iconoclaste, d'inspiration populaire, commença à Steenvoorde et se répandit dans les alentours, traversant d'août à octobre tous les Pays-Bas jusqu'à Groningue et mutilant ou détruisant sur son passage non seulement de nombreuses statues et bas-reliefs d'églises, mais aussi par exemple toute la bibliothèque de l'abbaye dominicaine Het Pand (nl) de Gand, bibliothèque dont le contenu se retrouve au fond de la Lys. La terrible crise de 1566 marque le début de ce qu'on appelle la Révolte des Gueux qui aboutira à la guerre de Quatre-Vingts Ans et à l'indépendance de la république des Sept Provinces Unies.
En 1643, le Parlement de Londres établit un comité chargé de la destruction des monuments de superstition et d'idolâtrie. (au sens anglican d'alors) : 250 églises auraient subi des déprédations organisées militairement, concernant crucifix, vitraux, retables, statues, tableaux, etc.

## Islam

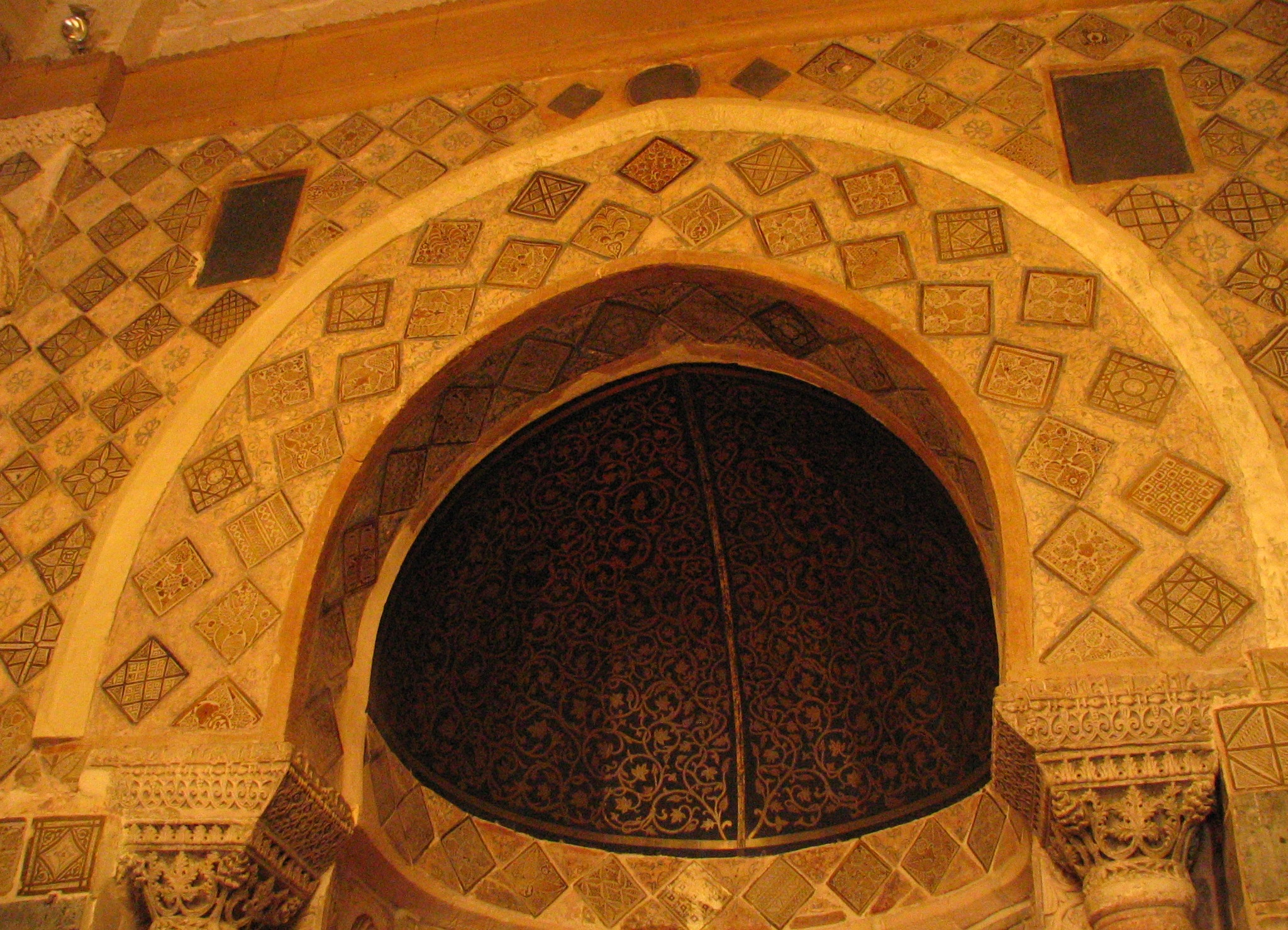
Partie supérieure du mihrab (niche de prière) de la grande mosquée de Kairouan (en Tunisie), la concavité de la demi-coupole est ornée d'arabesques végétales.

### L'interdit de la représentation
Pour ce qui concerne l’islam, l'interdiction de représentation est très prégnante, à l'instar de la prohibition judaïque, dans le dessein de préserver la pureté du monothéisme et d'éviter toute forme d'idolâtrie : le culte est voué exclusivement à un Dieu sans forme ni représentation, en dehors du temps et de l'espace, infini et donc insaisissable par l'entendement humain.

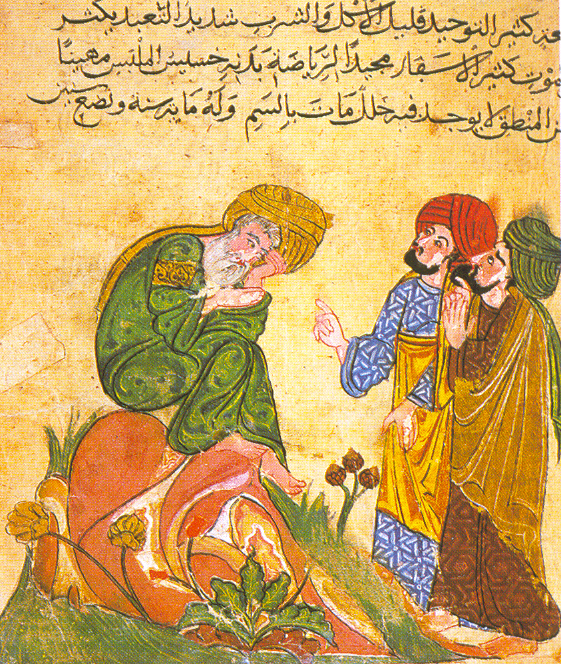
Illustration « non iconoclaste » dans un recueil du XIIIe siècle des Mille et une Nuits.

De nombreuses tendances de l'islam considèrent que toute représentation d'être possédant une âme est illicite et doit être détruite. Comme le judaïsme, l'islam enjoint de jeter bas les idoles, à l'exemple de son prophète (Mahomet), qui renversa les idoles de la Kaaba. Par contre, que ce soit durant l'époque des premiers califes ou bien encore dans l'art persan, il a existé des utilisations de représentations.[réf. nécessaire] [pas clair] Par exemple, les éditions des contes des Mille et une Nuits, y compris en arabe ou en persan et réalisées par des musulmans (mais considérées par eux comme des contes populaires ne ressortissant pas aux belles-lettres) sont souvent illustrées d'images comportant des figures humaines.
L'absence de représentation figurée orienta sensiblement l'art, la culture, l'architecture arabo-musulmane. Ce qui peut expliquer le goût pour l'ornement des lettres (calligraphie), un style architectural plus épuré qu'en Occident, une plus grande sensibilité artistique pour l'harmonie des formes géométriques.

### L'iconoclasme sunnite
Concernant le sunnisme, on connaît des épisodes iconoclastes dans le passé dirigés par exemple contre les images chrétiennes sous les Omeyyades.
En 1378, un iconoclaste originaire du khanqah de Sa'id al-Su'ada du nom de Mohammed Sa'im al-Dahr — parfois considéré comme un maître soufi au motif qu'il fut, pendant un temps, derviche d'une confrérie — fut pendu pour avoir endommagé le visage du Sphinx de Gizeh afin de détruire ce qu'il jugeait être une idole païenne.
En 2001, après avoir survécu relativement épargnées durant plus de quinze siècles, avoir assisté à la destruction de la ville de Bâmiyân par les Mongols de Genghis Khan en 1221, avoir subi l'occupation soviétique, les statues des Bouddhas de Bâmiyân sont décrétées idolâtres par Mohammed Omar et les talibans les détruisent au moyen d'explosifs et de tirs d'artillerie. En mars 2001, les deux statues avaient disparu après presque un mois de bombardement intensif.
En février 2015, des membres de l'État islamique détruisent dans le musée de Mossoul une collection de statues et de sculptures, dont certaines remontent au VIIe siècle av. J.-C., sous prétexte de combattre l'« idolâtrie »,.
L'Arabie saoudite pratique par ailleurs depuis toujours une politique wahhabite rigoriste, qui condamne et combat l’idolâtrie. L'État saoudien aurait ainsi, entre 1985 et 2014, détruit 98 % de son patrimoine historique.
Ces volontés destructrices s'étendent à des représentations non figuratives, mais symbolisant une puissance, une identité non islamique. Ainsi en Inde, Mahmoud de Ghaznî (971-1030) rasa de très nombreux temples hindous.

## Révolution française

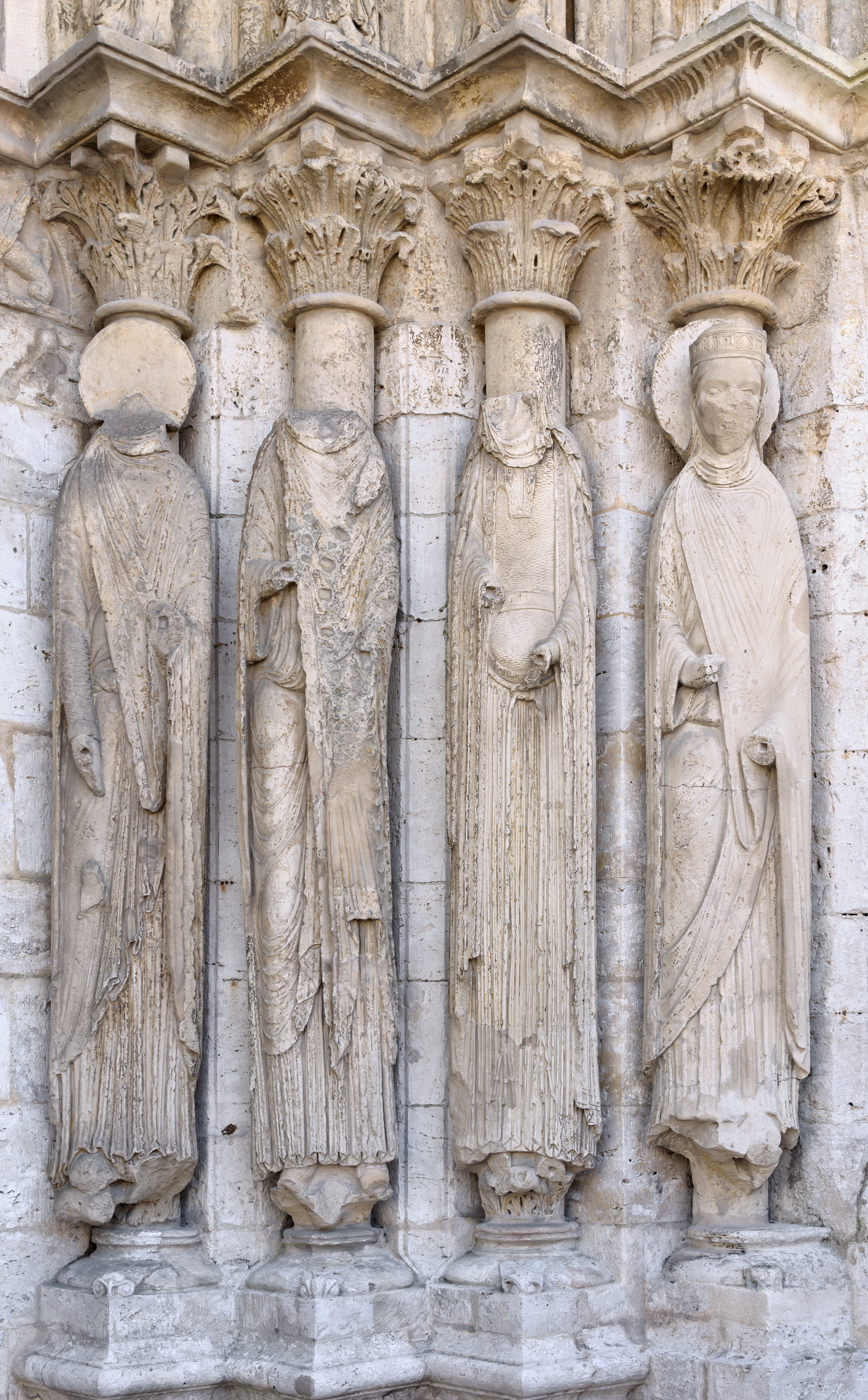
Statues-colonnes de l'église Saint-Ayoul de Provins, aux visages martelés pendant la Révolution.

Pendant la Révolution française, en 1793, ont lieu des destructions d'œuvres d'art religieuses que l'abbé Grégoire dénonce sous le terme de vandalisme. Il invente ce terme dans un rapport présenté à la Convention le 14 fructidor an III à propos de la protection des inscriptions romaines de la Gaule :

« On ne peut inspirer aux citoyens trop d'horreur pour ce « vandalisme » qui ne connaît que la destruction. »

### Le premier iconoclasme
Sous l'Ancien Régime, l'art est une manière d'affirmer sa souveraineté, grâce à de multiples symboles de soumission du peuple et de pouvoir absolu pour la personne du roi. Les chefs-d’œuvre sont appréhendés comme l'image d'un pouvoir politique, le symbole de la richesse possédée et par conséquent, la marque de l'exclusion du peuple. Ces œuvres sont compromises par leur passé tant royal, qu'aristocratique ou même religieux et les détruire devient une solution pour soulager les yeux des nouveaux citoyens. Cette « toilette révolutionnaire » commence dès 1790, Louis XVI qui possède encore une faible influence sur le gouvernement de l'Assemblée Constituante assiste aux premières actions de nettoyage et de destruction sans dire mot. À la suite de la fuite du roi à Varennes dans la nuit du 20 au 21 juin 1791, le roi perd toute crédibilité vis-à-vis de son peuple et de l'Assemblée qui lui faisait confiance.
Les événements s'enchaînent ; finalement à l'été 1792, la colère patriotique des citoyens monte et le roi est finalement déchu de ses fonctions le 10 août 1792, date qui sera longtemps célébrée par le peuple comme la Fête de la Liberté. Puis dès le 14 août , l'Assemblée nationale législative vote un décret qui propose de convertir ces monuments en d'autres symboles plus acceptables pour le peuple ou simplement de les détruire dans les plus brefs délais. Le préambule de ce décret du 14 août ouvre des perspectives inquiétantes pour les arts considérant que tout l'héritage artistique de la France est contaminé par la féodalité, le préjugé et la tyrannie.
Dans un avis du Conseil Général de la Commune de Paris en 1792, le vandalisme est généralisé au nom des « idoles » :

« Tout citoyens exerçant un négoce seront tenus dans un délai de quinze jours, de détruire ou de faire détruire les enseignes, figures et toutes emblèmes qui rappelleraient au peuple, le temps d'esclavage sous lequel il a gémi pendant trop longtemps. Tous les propriétaires ou locataires de maison sont tenus, aussi dans un délai de quinze jours, de faire disparaître de dessus les murs de leurs maisons les armes, fleurs de lys, statues, bustes, enfin tout ce qui ne peut être considéré comme des honneurs rendus à un individu, la Liberté et l’Égalité étant désormais les seules idoles dignes des hommages du peuple français. »

### Les premières mesures contre l'iconoclasme et la naissance de la politique patrimoniale
Cette politique radicale n'est pas sans contradiction. Les décrets ne sont qu'une condition préalable d'un vaste programme de réorganisation du patrimoine culturel. Cette réalisation s'accompagne de mesures de protection du patrimoine et sur la diffusion de ses idées grâce à l'instruction publique. Cette dualité de destruction et de conservation se contredit et l'ambiguïté demeure. La révolution sociale et la révolution des lumières se heurtent l'une à l'autre et le gouvernement « tente de concilier l’inconciliable ». La Révolution impose des limites aux destructions qu'elle a elle-même provoquées. L'impulsion destructrice est marginalisée afin de crédibiliser le gouvernement qui en a eu l'initiative.
C’est dans ce contexte troublé, d’une évolution pervertie de la Révolution que Grégoire s’exprime devant la Convention afin de mettre un terme aux désastres du « vandalisme ». Cet abbé, plus connu pour ses actions en faveur de la Révolution que pour ses qualités de prêtrise, compose entre 1792 et 1794 trois discours sur le « vandalisme » dont il a popularisé le terme. Grâce à ses opinions, Grégoire entend déculpabiliser la Révolution de l’action de destruction et pour ce faire, il veut faire une nette distinction entre les destructions et la Révolution. Dans son troisième rapport sur le Vandalisme, il dit :

« Au nom de la patrie, conservons les chefs-d’œuvre des arts. La Convention doit à sa gloire et au peuple de transmettre à la postérité et nos monuments et son horreur pour ceux qui veulent les anéantir. »

Pour l’abbé Grégoire, les actes iconoclastes sont guidés par l’ignorance et l’insouciance en premier lieu mais pour lui, il y a aussi une part de violence totalement consciente de leurs actes qui espère en tirer profit. L’illustration de ce vandalisme provoque « des ricochets entre le passé et le présent », imaginant les Vandales ou plus généralement les « barbares historiques » comme étant les exemples des iconoclastes de la Révolution.
À la suite de ces discours, Grégoire étend sa popularité, grâce à son investissement mais aussi à celui d’autres conventionnels comme Romme ou Boissy d’Anglas. Les arts ont conquis un statut politique, ils sont devenus un des premiers éléments du bonheur social. Un nouveau concept apparaît, celui de la « réappropriation » ou en d’autre terme, « la restitution au public d’un patrimoine qui lui aurait été confisqué », c’est ce que tente de plaider Mathieu en décembre 1793 devant la Convention. Grégoire dénonce le vandalisme comme action antipatriotique, il cherche à donner le goût et la sensibilité artistique. À l’inverse de Boissy d’Anglas qui exalte les arts de manière profonde et conceptuelle, l’abbé entend conserver les arts pour garantir l’esthétisme artistique. Quelques fois, Grégoire entend même sauvegarder un chef-d’œuvre afin de renforcer la haine du tyran, en les condamnant à une sorte de « pilori perpétuel ».
La crise de l’été 1793 cristallise les pressions autour de ces débats sur les arts. Certains députés proposent la création d’un premier musée ou des mesures de protection concernant les statues de la place des Tuileries tandis que d’autres déplorent les signes visuels de la royauté restant dans la capitale. La Convention cède et ordonne l’effacement de tous les signes visuels qui peuvent déranger, cela doit être fait avant le 10 août, première célébration de la chute de la royauté. Malgré les résistances de certains députés comme Garat, le 1er août 1793, Barère, dans un discours devant la Convention, demande le jugement de Marie-Antoinette par le tribunal révolutionnaire et ordonne la destruction des tombeaux de Saint-Denis. Il faut tuer la Monarchie définitivement en la personne de la reine déchue et dans son incarnation monumentale et artistique des tombeaux de Saint-Denis, qui raconte une histoire abolie, mais toujours menaçante. Ce discours théorique prend vite un aspect authentique, lors la fête du 10 août 1793, sur la place de la Révolution. On offre aux flammes une multitude d’insignes royaux sous le regard de la statue de la liberté triomphante. Quelques semaines plus tard, l’action est renouvelée ; les statues royales de Notre-Dame de Paris sont détruites. La fièvre iconoclaste s’empare de l’Ancien Régime pour le réduire à néant. Le coup de grâce s’effectue le 14 septembre 1793, la Convention vote un nouveau décret donnant un délai d’un mois pour achever cette œuvre purificatrice.
Au fur et à mesure des bouleversements politiques de la Convention, le vandalisme bascule, tantôt orchestré par la Contre-révolution, tantôt par la Révolution ou encore entre les royalistes et les Robespierristes ; la faute est lancée de mains en mains comme une balle de plomb dont le poids assomme cette conscience politique et morale. L’ambiguïté politique de la Convention au sujet de ces destructions s’exprime également par les agents qui sont chargés de débusquer les fauteurs de trouble et d’écraser ce complot vandale. Ces derniers sont fort sceptiques sur la réalité de ce complot. Comment peut-on lutter contre quelque chose que l’on imagine fictif ? Face à cela, le vandalisme s’efface pour donner toute légitimité à l’idéologie positive des Lumières qu’il provoque, ainsi que toute la ferveur patriotique dévoilée par ces actes.

### La révolution culturelle de l'an II: le second iconoclasme
Cependant à l’automne 1793, la tendance s’inverse, pour la première fois. L’opinion publique est prise à témoin de la gravité des actes iconoclastes. Antoine-Augustin Renouard édite une brochure le 25 vendémiaire an II (16 octobre 1793) qui a pour titre Observation de quelques patriotes sur la nécessité de conserver les monuments de la littérature et des arts, ce dernier ne remet pas en cause la législation antérieure mais il condamne les conséquences immédiates de ces « travaux les plus précieux de ces hommes qui ont amené le règne de la Liberté et la destruction des tyrans ». Lakanal, accuse même les principaux ennemis de la Révolution, les Anglais, de les manipuler afin de ruiner la France. À la suite de cette brochure, le cours des choses s’enchaîne. Le 29 vendémiaire (20 octobre), Renouard défend son propos devant le Comité d’instruction public ; le 1er brumaire (22 octobre), le débat reprend à la Convention, certains demandent des explications sur les abus perpétrés durant les mois précédents. Enfin le 3 brumaire an II (24 octobre 1793), Romme présente un rapport qui aboutit au vote d’un décret inversant radicalement le courant de destruction issu du décret du 14 août 1792, il est désormais interdit « d’enlever, de détruire, mutiler ni altérer […] sous prétexte de faire disparaître les signes de féodalité et de royauté […] les livres […], tableaux, statues […] et autres objets intéressant l’art, l’histoire et l’instruction », prévoit que « les monuments publics transportables […] qui portent quelques-uns des signes proscrits […] seront transportés dans le musée le plus voisin, pour y être conservés pour l’instruction nationale ». Ce décret prescrit à tous bons citoyens d’assurer la conservation des objets ci-dessus énoncés.
Ainsi la protection des monuments, des arts est confiée à la société française tout entière. La conservation devient une institution française ; le 28 frimaire an II (18 décembre 1793), Mathieu, alors président du comité d’instruction publique décide de remplacer la Commission des monuments par la Commission temporaire des arts. Ce même jour, David propose, devant l’Assemblée, un rapport sur le Muséum national ; érigé à Lille et Thionville, ce musée doit commémorer le patriotique et la victoire de la population face aux armées autrichiennes. Un mois plus tard, David précise le rôle de cette institution en lui donnant un rôle éducatif pour perpétuer le « génie créateur » et « enfanter de nouveaux chefs-d’œuvre ». Mais il s’agit également d’un système pour arrêter les ravages de l’iconoclasme et limiter les décrets destructeurs au nom de la lutte contre le vandalisme. La Convention décide que les monuments publics dont on ne pourrait faire disparaître les signes proscrits sans les endommager, seront déménagés dans le musée. En deux mois, la Convention décide de prendre le pas d’une nouvelle politique culturelle et patrimoniale, sans abroger formellement l’iconoclasme. Le gouvernement révolutionnaire devient le seul responsable de l’héritage culturelle de la Nation. Ces arts, qui depuis le 14 juillet 1789 ont beaucoup souffert, réintègrent la cité et leur histoire est assumée.
Le 1er germinal an II (21 mars 1794), le médecin Vicq d’Azyr, assimilé à la Commission temporaire des arts, donne les clefs de la conservation en publiant un texte : Instruction sur la manière d’inventorier et de conserver, il s’agit en quelque sorte des premières recommandations archivistiques. La Convention essaye de faire admettre l’existence des signes de l’Ancien-Régime dont le patrimoine culturel est entaché et d’en comprendre l’importance pour l’instruction des futurs artistes. Ces derniers exalteront la régénération du peuple issue de la Révolution mais aussi pour que le peuple se souviennent de l’histoire populaire de la France révolutionnaire. Faute de pouvoir détruire ces symboles du despotisme, certains décident de maquiller ces chefs-d’œuvre pour les rendre plus acceptables. Mais finalement, quelques semaines plus tard, les destructions reprennent.
En réalité bien plus que vandales, ces destructions sont civiques et patriotiques. Dans tout le pays, les plaintes affluent pour dénoncer ces monuments érigés en l’honneur des despotes, les yeux des citoyens ne supportent plus de voir de telles choses dans leurs rues. Sous cette pression populaire, l’Assemblée nationale décrète le 25 prairial an II (13 juin 1794) la destruction des monuments publics rappelant le despotisme. En effet, à l’aube de l’été 1794, Robespierre tente de dissiper les foules, il se sent menacé et son intention est de se racheter auprès d’un peuple hostile. De ce fait et en vertu du décret, les tableaux et portraits représentant un individu de « la race Capet » sont inventoriés puis réunis dans un même dépôt et enfin détruits pour éviter « que la superstition royaliste ne puisse en recueillir aucun ». Les iconoclastes brûlent pour exprimer leur réaction anti-féodale, détruisent au nom de la lutte contre le fanatisme ; tous les signes de l’Ancien-Régime sont détruits au nom d’un patriotisme triomphateur. Finalement il s’agit plus d’un iconoclasme que d’un vandalisme.
Face à ces nouvelles destructions, les autorités politiques tentent d’imaginer une nouvelle définition des arts anciens, ils veulent que cette notion de conservation soit admise comme une protection d’un patrimoine culturel qui permet en premier lieu de lui rendre sa place privilégiée, de l’extraire de son assimilation politique. Il faut désacraliser l’objet d’art et lui donner principalement une valeur par sa matière et sa technique. Le contenu « idéologique » d’une œuvre est expédié et implicitement rejetée comme secondaire dans son interprétation. Les patriotes peinent à s’accommoder de cette nouvelle définition. Pour eux, les productions d’arts sont au service des privilégiés. Finalement, malgré les tentatives des autorités politiques, aucun véritable accord n’a été possible entre les iconoclastes populaires et ce discours savant tentant de renouer avec l’idéologie des Lumières. De prime abord négatif, cet iconoclasme a permis de développer une institution pour le patrimoine culturel, c’est une première prise de conscience de l’art en tant que tel.

### La fin de la période révolutionnaire
À la suite de ces multiples bouleversements politiques qui ont fait chavirer les arts, tantôt dans la barbarie patriote, tantôt dans la conservation politique et historique, la grande rupture reste celle du 9 thermidor. Le gouvernement révolutionnaire de Robespierre n’est plus et cela marque une rupture définitive entre le mouvement populaire et la bourgeoisie. Ensuite, la période thermidorienne de la Convention, consacre la majeure partie de son temps à discréditer la période précédente et renier la politique robespierriste.
Enfin, en 1795 le terme « vandalisme » perd sa signification car il n’a plus qu’une fonction rétrospective et illustre une période déchue, un temps historique écoulé. Il y a bien sous le Directoire quelques critiques de ces institutions muséales considérées comme « l’œuvre de ce vandalisme qui sera de tout temps la honte des révolutionnaires » comme le dit le sculpteur Deseine. Même si le terme est tombé en désuétude, le mouvement de destruction ne s’est pas atténué sous le Directoire. Mais ce qui a changé, ce sont les raisons de ces actes, les iconoclastes deviennent donc des spéculateurs qui sont plus attirés par la matière que par l’aura d’une œuvre, qui débouche finalement vers des raisons pécuniaires. Dans ce nouveau gouvernement de directeurs, l’iconoclasme idéologique comme nous l’avons approché dans cette contextualisation des faits s’exprime d’une autre manière dans les grands rassemblements et plus particulièrement lors des fêtes révolutionnaires.